# Air Slovakia
Ne doit pas être confondu avec Slovak Airlines.
Air Slovakia (code AITA : GM ; code OACI : SVK) est une compagnie aérienne slovaque basée à l'Aéroport M. R. Štefánik de Bratislava, et opérationnelle de 1993 à 2010.

## Histoire
La compagnie est fondée en 1993 sous le nom de Air Terrex par un groupe d'hommes d'affaires. La société se nomme Air Slovakia depuis 1995.
En 2006, l'homme d'affaires indien et résident londonien Harjinder Singh Sidhu rachète la société Air Slovakia pour une somme non communiquée (estimée autour de 20 millions d'euros). Il annonce souhaiter se concentrer sur ses vols depuis et vers Pendjab, et évoluer vers une expérience à bord axée autour du divertissement. Les nouveaux propriétaires annoncent également leur intention de louer ou acheter 6 nouveaux avions de ligne commerciale. Avant de racheter la compagnie, Harjinder Singh Sidhu  était revendeur pour Air Slovakia à Londres, et a aidé la société financièrement avant de décider de la racheter.
En 2007, alors que son concurrent Slovak Airlines (propriété à 60 % d'Austrian Airlines Group) se déclare en faillite, Air Slovakia confirme la location d'un A320 et deux 737-300s, et la reprise de 95 % des vols charters dans le pays.
En 2009, le nombre de voyageurs chute de 77,5 % par rapport à l'année précédente. En mars 2010, Air Slovakia, alors en difficulté financière, cesse d'opérer. À la suite de cette annonce, EasyJet lance une offre pour récupérer les clients de la compagnie en difficulté.
En mai 2010, Air Slovakia perd sa licence d'exploitant après avoir échoué à fournir des documents essentiels au Ministère des transports. La société ne fait pas appel et se déclare en faillite le même mois. Fin 2010, une vente est organisée pour liquider les derniers avoirs de la société.
Après Slovak Airlines en 2007, Air Slovakia compte parmi les 3 compagnies aériennes slovaques à fermer leurs portes en 2009-2010, SkyEurope Airlines et Seagle Air ayant cessé leurs opérations quelques mois auparavant. 

## Flotte

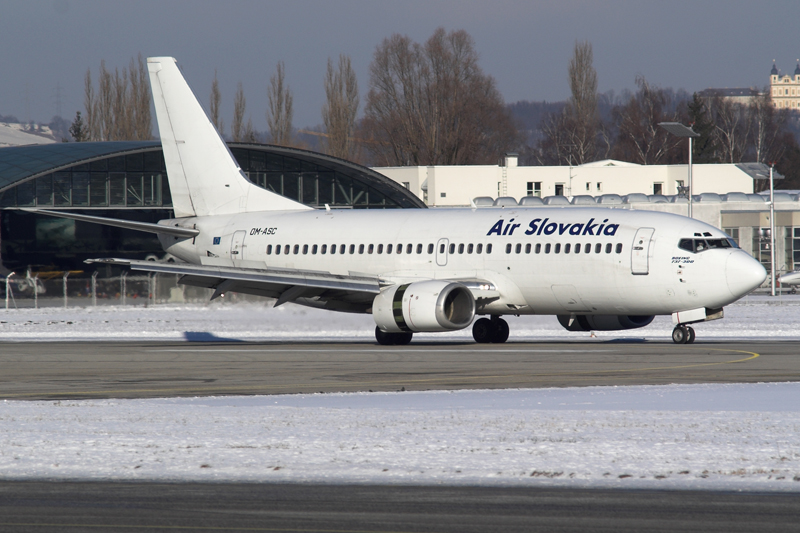
Air Slovakia Boeing 737-300 OM-ASC

| Modèle      | Unités |
| ----------- | ------ |
| Airbus A320 | 1      |
| Boeing 737  | 9      |
| Boeing 757  | 5      |